# Gardênia Cavalcanti
Gardênia Cavalcanti (Santana do Ipanema, 3 de agosto), é uma apresentadora de TV, colunista e empresária. Atualmente, está na Rede Bandeirantes de Televisão.

## Vida Pessoal
Gardênia Cavalcanti nasceu no sertão de Alagoas, na cidade de Santana do Ipanema, em uma família bem estruturada financeiramente. Cresceu cercada de tradições, por ser neta de um dos maiores fazendeiros da região, com diversas propriedades em uma cidade conhecida por fazer parte da bacia leiteira do estado. Após a morte do avô, mudou-se com a família para Paulo Afonso, na Bahia e, alguns anos depois, foi para Recife, onde iniciou sua trajetória profissional.
Perdeu seu pai na transição da infância para a adolescência e, logo depois, seu irmão caçula e sua mãe. Sempre otimista e com sonhos de reerguer tudo aquilo que perdeu financeiramente após a morte dos pais e do avô, Gardênia muda-se para Recife logo após atingir a maioridade. Lá, começa a trabalhar na indústria de cosméticos como demonstradora, vendedora, promotora e gerente de vendas de uma multinacional. Com o tempo, seu trabalho foi sendo visto e reconhecido, a ponto de ser convidada para trabalhar em outra empresa nacional do mesmo segmento, atuando como gerente regional do Norte e Nordeste, atendendo grandes clientes segmentados.
Já trabalhando na televisão em Recife, conheceu o empresário Marcos Rezende no ano de 2008. Em setembro de 2009 se casaram e em fevereiro de 2010 nascia o primogênito do casal, Miguel Cavalcanti Rezende. Em 2011, Gardênia se muda para o Rio de Janeiro.
No ano de 2021, já trabalhando como apresentadora na Band Rio, Gardênia foi convidada para ser madrinha das ações sociais do Cristo Redentor. Em 2023, foi musa da escola de samba caxiense Acadêmicos do Grande Rio.

## Trajetória Profissional na Comunicação
Enquanto ainda trabalhava na indústria de cosméticos, abriu uma loja de roupas na Bahia para sua irmã, onde comercializava peças criadas por um estilista renomado, à época sócio de João Florentino, presidente da Rede Estação, uma das emissoras de rádio pertencente ao grupo Rede Brasil de Comunicação, um dos mais conhecidos do nordeste brasileiro. Após perceber a veia comunicativa e espontaneidade de Gardênia, além de seu cargo de destaque na indústria de cosméticos, João a convidou para apresentar um programa feminino na sua recém-criada emissora. Em menos de um ano, migrou para a TV, ingressando na TV Clube, emissora então afiliada à Band. Foi pioneira no estado de Pernambuco com um programa de beleza feminina, o Bem Viver, o qual comandou por 8 anos diariamente.
Após mudar-se definitivamente para o Rio de Janeiro, para fugir da ponte aérea Rio x Pernambuco, ingressou na Band Rio, onde apresentou os programas Espelho Meu e Band Mulher. Na pandemia de COVID-19, com o mundo parado e parte da programação da emissora suspensa, Gardênia, junto a direção geral da Band, criou o programa Vem com a Gente, com foco em aliviar as tensões da época. A proposta é levar para os telespectadores leveza ao falar sobre variedades, abordando a inclusão, discutindo temas relevantes, trazendo lazer, moda, saúde, música e arte. Também assinando a coluna diária Gardênia Cavalcanti no D Mulher do jornal O Dia, Gardênia promove espaços que elevam a autoestima de mulheres e, às terças-feiras, destaca mulheres inspiradoras no quadro Mulherão.

## Obras Sociais
Durante a pandemia de COVID-19, após perceber os esforços da apresentadora em contribuir com obras sociais, o reitor do Cristo Redentor, Padre Omar, convidou-a para ser madrinha do monumento.
Dentre as várias ações beneficentes comandadas pela apresentadora, destacam-se a parceria com o projeto Tarde com Maria, que chegou à marca de de 2,5 milhões de pães distribuídos e um chá da tarde que arrecadou recursos para criação de cisternas de água no nordeste, terra natal da apresentadora, que foi um sucesso. Em abril de 2023, em parceria com a ONG Visão Mundial e a revista Caras, Gardênia acompanhou a entrega de 100 cisternas à população da Serra do Urubu, em Mata Grande (projeto do qual também foi madrinha).  

## Inspiração
Desde o momento em que iniciou sua carreira, Gardênia teve como inspiração de seu trabalho a apresentadora Hebe Camargo. Em junho de 2023, Gardênia teve o privilégio de adquirir o carro Mercedes-Benz S65 V12 que pertenceu à Hebe Camargo.

## Prêmios e Reconhecimentos
- Prêmio Brasileiro com Muito Orgulho - Jornal Diário do Rio

Ano: 2019 - Categoria: Apresentadora 
- Prêmio Destaque Cultural - Grupo G10

Ano: 2022 - Categoria: Destaque Cultural do Ano 
- Troféu da Influência Digital - Academia Brasileira de Honrarias ao Mérito

Ano: 2023 
- Prêmio International Business Institute (IBI)

Ano: 2023 - Categoria: Personalidade Feminina 

## Filmografia
| Ano  | Título                                         | Papel     |
| ---- | ---------------------------------------------- | --------- |
| 2024 | Mulheres do Sertão – A Força que Supera a Seca | Ela mesma |
| 2024 | A Miss                                         | Ela mesma |

##### “Mulheres do Sertão, A Força que Seca a Seca” - Direção: Livia Maria Capellari, Lilian Coelho e Lana Bitu
A obra retrata o papel das mulheres em uma das regiões mais vulneráveis do Sertão, que não tem acesso à água tratada. A produção acompanhou a campanha conectando Amor no Sertão, da ONG Visão Mundial, e da empresa Turn on the Light, na primeira parte da entrega de 100 cisternas para famílias de Mata Grande (AL).

##### “A Miss” - Direção: Daniel Porto
Gardênia Cavalcanti interpreta ela mesma, uma apresentadora de TV que recebe os personagens do filme para uma entrevista muito louca em seu programa.

## No Rádio
- Programa Bem Viver, na Rádio Clube.

## Programas de Televisão (Rede Bandeirantes)
- Bem Estar;
- Bem Viver;
- Espelho Meu;
- Band Mulher;
- Vem Com a Gente.

## Colunas (mídia impressa)
- Bem Viver, no Diário de Pernambuco;
- Coluna Gardênia Cavalcanti, no D Mulher do Jornal O Dia.

## Ligações Externas
- Gardênia Cavalcanti no Instagram.